# Kidron
Kidron (hebr. קדרון) – moszaw położony w samorządzie regionu Brenner, w Dystrykcie Centralnym, w Izraelu.
Leży w Szefeli, w otoczeniu miasteczka Gedera, moszawów Bet Elazari i Bet Chilkijja, kibucu Chafec Chajjim, oraz wioski Jad Binjamin. Na północny wschód od moszawu znajduje się Baza lotnicza Tel Nof, należąca do Sił Powietrznych Izraela. Na północ i wschód od moszawu znajdują się dwie tajne bazy wojskowe Sił Obronnych Izraela.

## Historia
Pierwotnie znajdowała się tutaj arabska wioska Kfar Qatra (arab. قطرة). Podczas wojny o niepodległość wioska została zdobyta 17 maja 1948 przez żydowskie oddziały Hagany. Mieszkańcy wioski uciekli, a ich domy zostały zniszczone.
Współczesny moszaw został założony w 1949 przez żydowskich imigrantów z Jugosławii, do których później dołączyli imigranci z Rumunii. Osadę nazwano od doliny Cedron (hebr. נחל קדרון, Naḥal Qidron; arab. وادي الجز, Wadi al-Joz).

## Gospodarka
Gospodarka moszawu opiera się na intensywnym rolnictwie.
Firma Irridan Agricultural Projects Development Ltd. produkuje szklarnie oraz pełny asortyment sprzętu nawadniającego. Wysoce specjalistyczną spółką jest Maavarim Civil Engineering Ltd., która prowadzi usługi rozminowywania oraz szkoleń saperskich. Firma realizuje liczne projekty w różnych regionach świata.

## Komunikacja
Na południe od moszawu przebiega autostrada nr 7  (Gedera-Jad Binjamin), brak jednak możliwości bezpośredniego wjazdu na nią. Z moszawu wyjeżdża się lokalną drogą na zachód do miasta Gedera i dojeżdża się do drogi ekspresowej nr 40  (Kefar Sawa-Ketura).